# Carlo Ferdinando d'Asburgo-Teschen
Carlo Ferdinando d'Asburgo-Teschen (Vienna, 29 luglio 1818 – Židlochovice, 20 novembre 1874) è stato un arciduca austriaco del ramo di Teschen della casa d'Asburgo-Lorena.

## Biografia

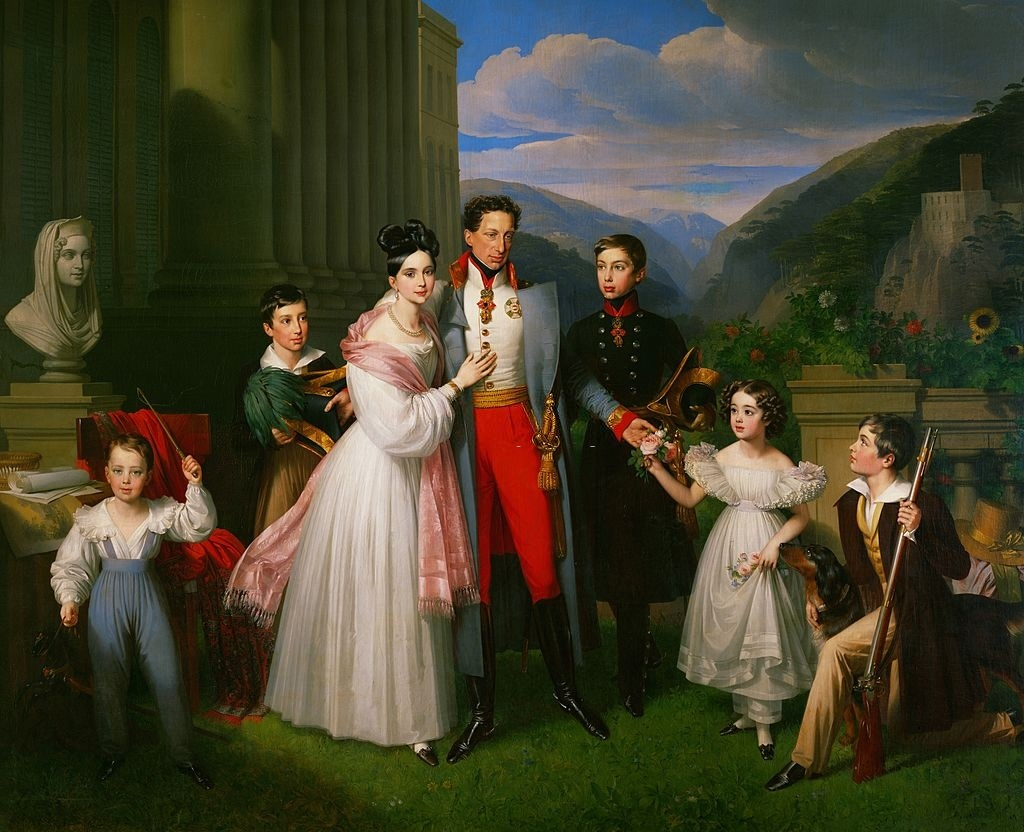
La famiglia di Carlo d'Asburgo-Teschen vincitore della Battaglia di Aspern-Essling, padre di Carlo Ferdinando rappresentato per secondo da sinistra, 1832, di Johann Ender.

Carlo Ferdinando era il secondo figlio maschio dell'arciduca Carlo d'Asburgo-Teschen, e di sua moglie, la principessa Enrichetta di Nassau-Weilburg. Suo padre era il figlio dell'imperatore Leopoldo II e di Maria Luisa di Borbone-Spagna mentre sua madre era la figlia di Federico Guglielmo di Nassau-Weilburg e di Luisa Isabella di Kirchberg.
Il padre dell'arciduca Carlo Ferdinando, l'arciduca Carlo, sconfisse Napoleone nella battaglia di Aspern nel maggio 1809, e prese parte alla Battaglia di Lipsia nel 1813, che portò alla caduta dell'Impero francese. L'arciduca Carlo fu elevato alla dignità di primo duca di Teschen dall'imperatore Francesco I per i suoi meriti militari. Dopo la morte dell'arciduca Carlo nel 1847, il titolo e le proprietà furono ereditati dal suo primogenito, il fratello di Carlo Ferdinando, l'arciduca Alberto.

## Carriera militare
Come previsto, i figli del vittorioso generale di Aspern entrarono nell'esercito. Carlo Ferdinando iniziò il suo servizio nel 57º reggimento di fanteria a Brno e in seguito divenne comandante di brigata dell'esercito imperiale italiano. 
Nel 1848 l'arciduca combatté a Praga contro gli insorti nazionali cechi. Dopo la soppressione della rivoluzione del 1848-49 e la guerra d'indipendenza, partecipò agli sforzi di riconciliazione della casa imperiale austriaca. Divenne proprietario del 51º reggimento di fanteria veneziano che portava il suo nome, composto principalmente da soldati unitari della Transilvania. Il 31 agosto 1856, insieme a Francesco Giuseppe I e ai membri della famiglia regnante, è apparso anche alla cerimonia di consacrazione della cattedrale di Esztergom.
Nel 1859, comandò il IV° corpo d'armata nella guerra contro l'insurrezione nazionale italiana. Nel 1860 fu nuovamente inviato a Brno e il 7 novembre fu promosso generale di cavalleria, in questa veste fu mandato in Moravia e Slesia.

## Il Matrimonio
Sposò il 18 aprile 1854, la vedova di Ferdinando Carlo Vittorio d'Austria-Este (figlio a sua volta del duca di Modena e Reggio, Francesco IV d'Austria-Este), nonché sua cugina di 1° grado, l'arciduchessa Elisabetta Francesca d'Asburgo-Lorena (1831-1903), figlia di Giuseppe Antonio Giovanni d'Asburgo-Lorena. La moglie dal primo matrimonio aveva già avuto una figlia, l'arciduchessa Maria Teresa Enrichetta d'Asburgo-Este, poi regina di Baviera come moglie di Re Ludovico III di Baviera.
Carlo Ferdinando ed Elisabetta Francesca ebbero sei figli:
- Francesco Giuseppe (5 marzo-13 marzo 1855);
- Federico (4 giugno 1856-30 dicembre 1936), sposò la principessa Isabella von Croy;
- Maria Cristina (21 luglio 1858-6 febbraio 1929), sposò Alfonso XII di Spagna;
- Carlo Stefano (5 settembre 1860-7 aprile 1933), sposò l'arciduchessa Maria Teresa d'Asburgo-Toscana;
- Eugenio (21 maggio 1863-30 dicembre 1954), generale feldmaresciallo e gran maestro dell'Ordine Teutonico;
- Maria Eleonora (19 novembre-18 dicembre 1864).

## Morte
L'arciduca morì il 20 novembre 1874, all'età di 56 anni, nella sua tenuta ducale in Moravia. Venne sepolto nella cripta dei cappuccini a Vienna.

## Ascendenza
|                                     |                                              |                                                           | Genitori                                          |  |  | Nonni |  |  | Bisnonni              |  |  | Trisnonni          |  |
|                                     |                                              |                                                           |                                                   |  |  |       |  |  | Francesco I di Lorena |  |  | Leopoldo di Lorena |  |
|                                     |                                              |                                                           |                                                   |  |  |       |  |  | Francesco I di Lorena |  |  | Leopoldo di Lorena |  |
|                                     |                                              | Elisabetta Carlotta di Borbone-Orléans                    |                                                   |  |  |       |  |  | Francesco I di Lorena |  |  |                    |  |
| Leopoldo II d'Asburgo-Lorena        |                                              |                                                           |                                                   |  |  |       |  |  | Francesco I di Lorena |  |  |                    |  |
|                                     |                                              | Maria Teresa d'Austria                                    | Carlo VI d'Asburgo                                |  |  |       |  |  |                       |  |  |                    |  |
|                                     |                                              | Maria Teresa d'Austria                                    | Carlo VI d'Asburgo                                |  |  |       |  |  |                       |  |  |                    |  |
|                                     |                                              | Maria Teresa d'Austria                                    | Elisabetta Cristina di Brunswick-Wolfenbüttel     |  |  |       |  |  |                       |  |  |                    |  |
| Arciduca Carlo, Duca di Teschen     |                                              | Maria Teresa d'Austria                                    |                                                   |  |  |       |  |  |                       |  |  |                    |  |
|                                     |                                              | Carlo III di Spagna                                       | Filippo V di Spagna                               |  |  |       |  |  |                       |  |  |                    |  |
|                                     |                                              | Carlo III di Spagna                                       | Filippo V di Spagna                               |  |  |       |  |  |                       |  |  |                    |  |
|                                     |                                              | Carlo III di Spagna                                       | Elisabetta Farnese                                |  |  |       |  |  |                       |  |  |                    |  |
| Maria Ludovica di Borbone-Spagna    |                                              | Carlo III di Spagna                                       |                                                   |  |  |       |  |  |                       |  |  |                    |  |
|                                     |                                              | Maria Amalia di Sassonia                                  | Augusto III di Polonia                            |  |  |       |  |  |                       |  |  |                    |  |
|                                     |                                              | Maria Amalia di Sassonia                                  | Augusto III di Polonia                            |  |  |       |  |  |                       |  |  |                    |  |
|                                     |                                              | Maria Amalia di Sassonia                                  | Maria Giuseppa d'Austria                          |  |  |       |  |  |                       |  |  |                    |  |
| Arciduca Carlo Ferdinando d'Austria |                                              | Maria Amalia di Sassonia                                  |                                                   |  |  |       |  |  |                       |  |  |                    |  |
|                                     | Carlo Cristiano, Principe di Nassau-Weilburg | Carlo Augusto, Principe di Nassau-Weilburg                |                                                   |  |  |       |  |  |                       |  |  |                    |  |
|                                     | Carlo Cristiano, Principe di Nassau-Weilburg | Carlo Augusto, Principe di Nassau-Weilburg                |                                                   |  |  |       |  |  |                       |  |  |                    |  |
|                                     | Carlo Cristiano, Principe di Nassau-Weilburg | Principessa Augusta Federica di Nassau-Idstein            |                                                   |  |  |       |  |  |                       |  |  |                    |  |
| Federico Guglielmo, Duca di Nassau  | Carlo Cristiano, Principe di Nassau-Weilburg |                                                           |                                                   |  |  |       |  |  |                       |  |  |                    |  |
|                                     |                                              | Carolina d'Orange-Nassau                                  | Guglielmo IV, Principe di Orange                  |  |  |       |  |  |                       |  |  |                    |  |
|                                     |                                              | Carolina d'Orange-Nassau                                  | Guglielmo IV, Principe di Orange                  |  |  |       |  |  |                       |  |  |                    |  |
|                                     |                                              | Carolina d'Orange-Nassau                                  | Anna, Principessa Reale                           |  |  |       |  |  |                       |  |  |                    |  |
| Enrichetta di Nassau-Weilburg       |                                              | Carolina d'Orange-Nassau                                  |                                                   |  |  |       |  |  |                       |  |  |                    |  |
|                                     |                                              | Giorgio, Langravio di Kirchberg, Conte di Sayn-Hachenburg | Guglielmo Luigi, Landgrave of Kirchberg           |  |  |       |  |  |                       |  |  |                    |  |
|                                     |                                              | Giorgio, Langravio di Kirchberg, Conte di Sayn-Hachenburg | Guglielmo Luigi, Landgrave of Kirchberg           |  |  |       |  |  |                       |  |  |                    |  |
|                                     |                                              | Giorgio, Langravio di Kirchberg, Conte di Sayn-Hachenburg | Contessa Luisa di Dhaun                           |  |  |       |  |  |                       |  |  |                    |  |
| Luisa Isabella di Kirchberg         |                                              | Giorgio, Langravio di Kirchberg, Conte di Sayn-Hachenburg |                                                   |  |  |       |  |  |                       |  |  |                    |  |
|                                     |                                              | Contessa Elisabetta Augusta Reuss di Greiz                | Enrico XI, Principe Reuss di Greiz                |  |  |       |  |  |                       |  |  |                    |  |
|                                     |                                              | Contessa Elisabetta Augusta Reuss di Greiz                | Enrico XI, Principe Reuss di Greiz                |  |  |       |  |  |                       |  |  |                    |  |
|                                     |                                              | Contessa Elisabetta Augusta Reuss di Greiz                | Corradina Eleonora, Principessa Reuss di Köstritz |  |  |       |  |  |                       |  |  |                    |  |
|                                     |                                              | Contessa Elisabetta Augusta Reuss di Greiz                |                                                   |  |  |       |  |  |                       |  |  |                    |  |